# Věra Běhalová
Věra Běhalová (31. července 1922 Prostějov – 6. ledna 2010 Vídeň) byla česká historička umění a autorka prací o architektuře.

## Život
Věra Běhalová se narodila 31. července 1922 v Prostějově. Studovala dějiny umění a archeologii na Karlově Univerzitě. V roce 1949 byla ze školy z politických důvodů vyhozena. Byla zaměstnankyní francouzského velvyslanectví. Na konci listopadu 1952 byla za posílání tajné korespondence odsouzena na sedm let vězení za špionáž a velezradu. V druhé polovině 60. let 20. století se jí podařilo zaevidování většiny plzeňských interiérů od Adolfa Loose k památkové ochraně. V roce 1968 emigrovala do Rakouska. V roce 1970 vydala článek „Pilsner Wohnungen von Adolf Loos“, v němž plzeňský Loosův soubor představila světu. Zemřela 6. ledna 2010 ve Vídni.

## Ocenění
20220110 | Pečeť města Plzně (in memoriam)